# Lorena Enríquez
Lorena Enríquez (nacida el 22 de febrero de 1980) es una actriz y conductora mexicana.

## Trayectoria

### Teatro
- La Sirenita. Personaje: Ariel.
- Blanca Nieves y los siete enanos. Personaje: Blanca Nieves.
- Aladino y la lámpara maravillosa. Personaje: Princesa Jazmín.
- El rey león. Personaje: duende cuentacuentos.
- Peter Pan. Personaje: animador.
- Una navidad con Mickey. Personaje: duende.
- Un cuento de navidad. Personaje: Mildred.
- Magia y misterio. Personaje: Arcana.
- Todo quedó en familia. Personaje: Laura.
- No puedo. Personaje: Silvana.
- Las preciosas ridículas (Molière). Personaje: Madelon.
- El zoo de cristal (Tennessee Williams). Personaje: Laura Wingfield.
- LA NIÑA DE LA MOCHILA AZUL

### Televisión

#### Telenovelas
- Llena de amor (2010-2011) - Doris Moreno Cervantes
- Un gancho al corazón (2008-2009) - Paula Méndez
- Pasión (2007-2008) - Concepción "Conchita"
- Amor sin maquillaje (2007) - Bertha
- Muchachitas como tú (2007)
- Apuesta por un amor (2004-2005) - Soledad Montaño
- Velo de novia (2003) - Inés Díez
- El manantial (2001-2002) - María Eugenia "Maru" Morales
- El precio de tu amor (2000) - Columba
- Serafín (1999)
- Te sigo amando (1996-1997) - Consuelito
- La paloma (1995)
- Un rostro en mi pasado (1990) - Magda

#### Programas de Televisión
- Esta historia me suena (2020) (Ep: "En la puerta del colegio").[1]
- Como dice el dicho (2013) - Celia
- Espacio en Blanco (2006-2007) - Jurado
- Mujer, casos de la vida real - No me dejes (2004) - Paula

#### Cine
- Mujeres infieles. Personaje: Protagónico.
- . “Salto a la vida” 2022

Personaje:”Tony”protagónico
- “The Realm (maledicta)”2023

Personaje: “Estela Renance” Protagónico